# Geografía de Guayana Francesa
La geografía de la Guayana Francesa está influenciada por el hecho de que el departamento de ultramar está cubierto por una densa selva ecuatorial que ocupa el 90 % de su territorio. Los principales medios de acceso al interior son las vías fluviales y tan solo por lancha de motor se puede llegar a la mayor parte de las comunidades.Sólo la franja costera de 378 km es fácilmente accesible, el resto del territorio está cubierto por un denso bosque ecuatorial.

## Localización
Está ubicada geográficamente en la parte norte de Sudamérica en las coordenadas 4°00′N 53°00′O / 4.000, -53.000 y culturalmente es considerada por muchos parte del Caribe sudamericano, bordeando el océano Atlántico Norte, entre Brasil y Surinam.

## Área

### Superficie

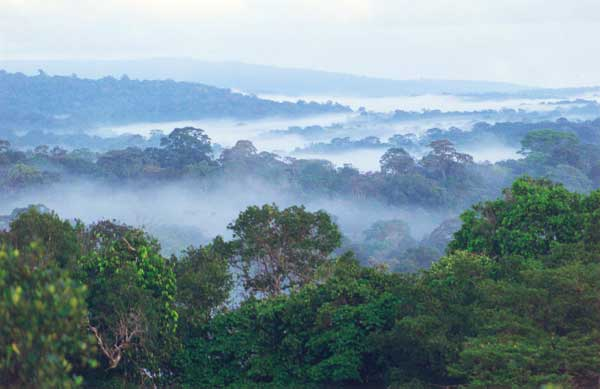
Selva en la Guayana Francesa.

La Guayana Francesa tiene un total de 83 534 km² de superficie siendo el 89 150 km² de tierra y 1 850 km² de agua, su punto más bajo es el océano Atlántico y su punto más alto es Bellevue de l'Inini a 851 m.

### Límites terrestres
La Guayana Francesa tiene un total de 1 183 km fronteras terrestre, que con Brasil son 673 km y con Surinam 520 km (en disputa), y tiene 378 km de costa.

### Reivindicaciones marítimas
Tiene una zona económica exclusiva de 370,4 km y de mar territorial 22,3 km.

### Clima

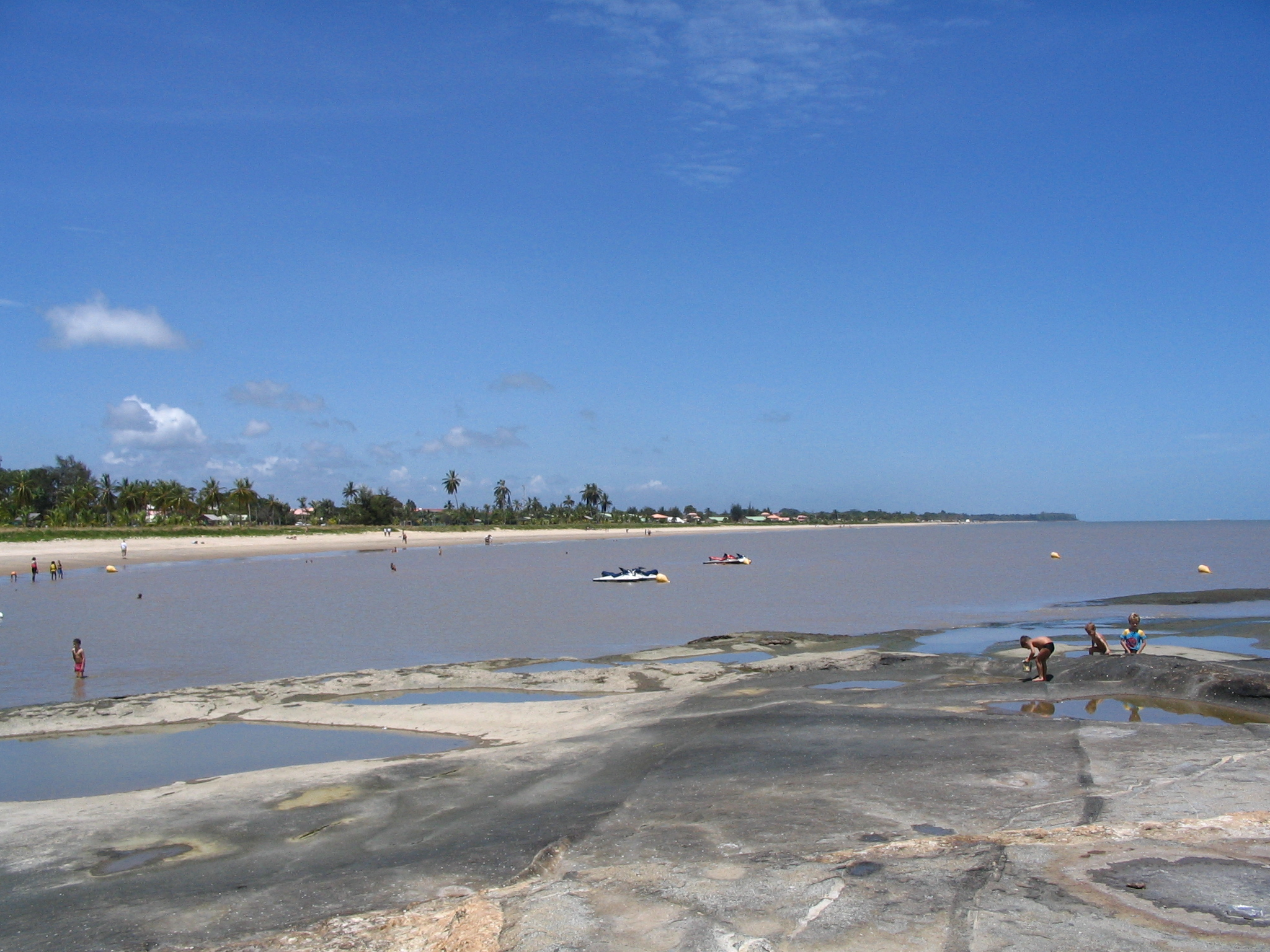
Playas de Kourou en la Guayana Francesa

Tropical, húmedo caliente, pocas variaciones estacionales de temperatura, veranos secos y lluviosos inviernos. Sus variaciones se relacionan con las oscilaciones de la Zona de Convergencia Intertropical, resultado de contactos entre el anticiclón de las Azores y Santa Elena. Su posición cerca del ecuador y frente al mar, le da un estabilidad al clima . La temperatura media anual es de 26 °C. Se diferencia en general en 2 °C del mes más cálido al mes más frío. Las mínimas son en promedio de 22 °C y las máximas de 36 °C. Las precipitaciones varían de 2500 a 4000 mm por año.
Hay cuatro estaciones:
- La temporada de lluvias grandes a partir de abril / mayo a mediados de agosto;
- La larga estación seca desde mediados de agosto a noviembre;
- La temporada de lluvias cortas a partir de noviembre / diciembre a enero / febrero;
- A principios de la temporada seca también conocida como "verano corto" entre febrero / marzo.

### Terreno
Bajas llanuras costeras con aumento de colinas y pequeñas montañas, la mayor parte de la Guayana Francesa es bosque siendo un 89.9 % (2011).

### Islas
- Islas de la Salvación (Îles du Salut)
- Isla del Diablo (Île du Diable)
- Isla Real (Île Royale)
- Isla San José (Île Saint-Joseph)